# Conor Kostick
Conor Kostick (n. 26 iunie 1964, Chester, Anglia, Regatul Unit) este un istoric și scriitor irlandez care trăiește în Dublin. Este autorul a numeroase opere istorice, politice și culturale.

## Lucrări

### Ficțiune

#### The Avatar Chronicles
Epic (primul roman din trilogia Avatar Chronicles) are loc într-o lume numită Noul Pământ și prezintă viața unui băiat numit Erik Haraldson și implicarea sa într-un joc numit Epic. Acesta este un joc virtual similar cu World of Warcraft și Everquest, diferența fiind că interacțiunea cu acest joc afectează în mod direct veniturile, situația socială și carierele celor care joacă. Din această cauză se produce o separare tot mai mare a puterii, care imită lumea reală, unde cei care au bani și putere tind să o mențină, și cei care nu< au tind să rămână săraci (atât în joc cât și în viața reală). Pentru a-și câștiga aprecierea în joc și astfel în viața reală, jucătorii săraci trebuie să lucreze în joc pentru întreaga lor viață, sperând să devină suficient de puternici pentru a lua parte la provocările formulate de elită pentru premii. Cu aceste premii, cetățenii pot trăi mai confortabil în viața reală.
Trilogia Avatar Chronicles este continuată de romanele Saga din 2006 și Edda din 2011.

#### Eternal Voyager
(mini-ebooks)
- Kudos (Curses & Magic, 2015).
- Aliens (Curses & Magic, 2015).
- Revenge Upon the Vampyres (Curses & Magic, 2015).
- Dancers Beyond the Whorl of Time (Curses & Magic, 2015).
- The Siege of Mettleburg (Curses & Magic, 2015).
- The Murder Mystery (Curses & Magic, 2015).

#### Alte cărți
- The Book of Curses (O'Brien Press, 2007, Curses & Magic, 2013).
- Move (O'Brien Press, 2008).
- The Book of Wishes (Curses & Magic, 2013).

## Legături externe
- Site web oficial
- EPIC by Conor Kostick Arhivat în 19 ianuarie 2021, la Wayback Machine. at O'Brien Press
- Interview of Kostick as historian
- Interview for readers from Poland
- Interview of Kostick as novelist
- Conor Kostick la Internet Speculative Fiction Database
- Conor Kostick la Library of Congress Authorities, cu 13 înregistrări de catalog

## Vezi și
- Realitatea simulată în ficțiune
- Listă de scriitori irlandezi